# 乌坎河
乌坎河，位于中华人民共和国广东省东部陆丰市境内，发源于陆丰市北部八万镇坪石村东北的罗经嶂，蜿蜒向南流经八万镇、博美镇，于桥冲镇禾潭村转西流，经乌坎港入海。河长48.5千米，平均比降0.3‰，流域面积506平方千米。乌坎河上游为山区，多跌坎，坡度大，水流急。下游进入平原区，坡度平缓，河床泥沙淤积。入海处的乌坎港历史上曾是个运输良港，现为国家二类海港，是陆丰市主要的水运码头。